# Centre national de la recherche scientifique
Das Centre national de la recherche scientifique (CNRS; franz.; dt. „Nationales Zentrum für wissenschaftliche Forschung“) ist eine nationale französische Forschungsorganisation. Es hat den Status einer Körperschaft des öffentlichen Rechts, genauer eines Établissement public à caractère scientifique et technologique (EPST, deutsch etwa „öffentliche Einrichtung wissenschaftlich-technologischer Art“), und ist dem Forschungsministerium unterstellt. Das CNRS widmet sich der Grundlagenforschung, betreibt aber auch angewandte Forschung. Es ist im Bereich der Grundlagenforschung vergleichbar mit der deutschen Max-Planck-Gesellschaft, allerdings größer und weniger eng fokussiert. Mit einem Etat von 3,4 Milliarden Euro und 32.000 Beschäftigten (2017) bildet es die zweitgrößte Forschungsorganisation in Europa nach der Helmholtz-Gemeinschaft Deutscher Forschungszentren.

## Geschichte
Die Gründung erfolgte am 19. Oktober 1939 durch ein Dekret des französischen Präsidenten Albert Lebrun. Vorgängergesellschaften waren die 1936 auf Initiative von Jean Perrin gegründete Caisse nationale de la recherche scientifique und das Office national des recherches scientifiques et des inventions, die bereits 1938 fusioniert worden waren. 1966 wurden zwei spezialisierte Institute gegründet, das heutige Institut national des sciences de l’univers (INSU) und das Institut national de physique nucléaire et de physique des particules (IN2P3).
Sitz der Verwaltung ist Paris, die Forschungsstätten sind über ganz Frankreich verteilt. Die Forschungsorganisation besitzt Auslandsvertretungen in Brüssel (Europäische Union), Pretoria, Peking, Rio de Janeiro, Tokio, Washington, D.C., Singapur, Ottawa, Melbourne und Delhi. Im Jahr 2004 gab es 26.000 Mitarbeiter, davon 11.600 Wissenschaftler bei einem Budget von 2,2 Mrd. Euro. Diese forschten an den zwei nationalen Instituten für Kern- und Teilchenphysik und für Meereskunde und Astronomie oder sind einer der übrigen acht wissenschaftlichen Abteilungen (départements scientifiques) zugeordnet.
2016/17 waren es 32.000 Mitarbeiter in 8 wissenschaftlichen Abteilungen bzw. Instituten. Die lokalen Forschungsinstitutionen sind über ganz Frankreich verteilt und häufig mit Universitäten und anderen Hochschulen verbunden, meistens über gemeinsam mit diesen getragene Forschungsstellen, sogenannte Unités mixtes de recherche (UMR).

## Forschungs- und Funktionsbereiche
Die Forschungs- und Funktionsbereiche (Branche d'activité professionnelle – BAP) sind:
- BAP A – Lebenswissenschaften
- BAP B – Chemie
- BAP C – Ingenieurwissenschaften
- BAP D – Geistes- und Sozialwissenschaften
- BAP E – Informatik, Statistik und Mathematik
- BAP F – Kultur-, Kommunikations- und Informationswissenschaften und Wissensmanagement
- BAP G – Logistik, Gebäudenutzung und Sicherheit
- BAP J – Leitung

## Institute und Einrichtungen

### Institute
Folgende Institute sind Teil des CNRS:
- Institut de chimie (INC)
- Institut de physique (INP)
- Institut des sciences biologiques (INSB)
- Institut des sciences humaines et sociales (INSHS)
- Institut des sciences informatiques et de leurs interactions (INS2I)
- Institut des sciences de l’ingénierie et des systèmes (INSIS)
- Institut Écologie et environnement (INEE)
- Institut Jacques Monod (IJM)[4]
- Institut national de physique nucléaire et de physique des particules (IN2P3)
- Institut national des sciences mathématiques et de leurs interactions (INSMI)
- Institut national des sciences de l’univers (INSU)
- Analyse et traitement informatique de la langue française (ATILF)

### Großforschung
Zu den Einrichtungen, an denen das CNRS beteiligt ist, zählen auch Großforschungsanlagen (Très Grandes Infrastructures de Recherche, TGIR) wie der Grand Accélérateur National d’Ions Lourds und die Synchrotronstrahlungsquelle SOLEIL, ebenso internationale Großforschungseinrichtungen wie das Canada-France-Hawaii Telescope, das Cherenkov Telescope Array und das CERN.

## Leitung des CNRS
Die Leitung des CNRS obliegt seit 1981 dem Präsidenten („Président du Centre national de la recherche scientifique“).

### Président
- Claude Fréjacques (1981–1989)
- René Pellat (1989–1992)
- Édouard Brézin (1992–2000)
- Gérard Mégie (2000–2004)
- Bernard Meunier (2004–2006)
- Catherine Bréchignac (2006–2010)

### Président directeur général
Seit dem 20. Januar 2010 wurde das CNRS von dem Chemiker Alain Fuchs geleitet. Als Fuchs am 24. Oktober 2014 die Präsidentschaft der neuen Université Paris Sciences et Lettres (PSL) antrat, wurde zu seiner geschäftsführenden Nachfolgerin beim CNRS die Biochemikerin Anne Peyroche ernannt. Unmittelbar nach ihrer Ernennung wurden Vorwürfe gegen Peyroche laut, sie habe in mehreren Veröffentlichungen aus den Jahren 2001 bis 2012 Ergebnisse manipuliert. Am 18. Januar 2018 gab das Hochschulministerium bekannt, der bereits zuvor als Nachfolger Peyroches gehandelte Mathematiker Antoine Petit, bis dahin Präsident des Nationalen Forschungsinstituts für Informatik und Automatisierung (INRIA), übernehme mit sofortiger Wirkung die kommissarische Leitung des CNRS. Wenige Tage später, am 24. Januar 2018, wurde Petit wie erwartet zum regulären Président-directeur général. Am 9. Februar 2022 trat er eine zweite Amtsperiode an.

## Preisvergabe: Médaille d’or du CNRS
Die Médaille d’or du CNRS (Goldmedaille des CNRS) wurde erstmals 1954 verliehen und ist die höchste Auszeichnung des CNRS und eine der höchsten wissenschaftlichen Auszeichnungen in Frankreich. Sie wird seit 1954 jährlich verliehen. Daneben verleiht das CNRS auch mehrere Silber- und Bronzemedaillen in jedem Jahr.

## Forschungspreise und Ehrungen
Sechs der bislang vierzehn (Stand 2020) an französische Wissenschaftler vergebenen Nobelpreise für Physik erhielten Mitarbeiter des CNRS, daneben wurden vier weitere Nobelpreise an Forscher des CNRS vergeben. Die Fields-Medaille „für herausragende Entdeckungen in der Mathematik“ wurde bislang an elf Mitarbeiter des CNRS vergeben.

### Nobelpreise
- Nobelpreis für Physik
  - 1966: Alfred Kastler, École normale supérieure (Directeur de recherche am CNRS von 1968 bis 1972): Neue spektroskopische Verfahren
  - 1991: Pierre-Gilles de Gennes, Collège de France, ESPCI: Flüssigkristalle
  - 1992: Georges Charpak, ESPCI und CERN (Forscher am CNRS von 1948 bis 1959): Erfindung und Entwicklung von Teilchendetektoren, insbesondere die Vieldraht-Proportionalkammer
  - 1997: Claude Cohen-Tannoudji, Collège de France et École normale supérieure (1960 bis 1962 am CNRS): Kühlen und Einfangen von Atomen mit Laserlicht
  - 2007: Albert Fert, seit 1995 Gemeinsamer Forscher von CNRS und Thales. Preis gemeinsam mit Peter Grünberg: GMR-Effekt
  - 2012: Serge Haroche, Von 1967 bis 1975 am CNRS. Preis mit David Wineland.
- Nobelpreis für Physiologie oder Medizin
  - 2008: Luc Montagnier, Professeur émérite à l'Institut Pasteur, Unité d’Oncologie Virale, directeur de recherches honoraire am CNRS[9] Gemeinsam mit Françoise Barré-Sinoussi und Harald zur Hausen[10]: HI-Virus
  - 2011: Jules Hoffmann, Direktor des Instituts für molekulare und zelluläre Biologie in Straßburg (Arbeitsgruppenleiter am CNRS seit 1978). Gemeinsam mit Bruce Beutler und Ralph M. Steinman: Aktivierung der angeborenen Immunität
- Nobelpreis für Chemie
  - 1987: Jean-Marie Lehn, Universität Straßburg (I) und Collège de France (Forscher am CNRS von 1960 bis 1966): Supramolekulare Chemie
  - 2016: Jean-Pierre Sauvage, Forscher am CNRS von 1971 bis 2014: Supramolekulare Chemie

### Fields-Medaillen
- 1950: Laurent Schwartz, Universität Nancy (Forscher am CNRS von 1940 bis 1944)
- 1954: Jean-Pierre Serre, Collège de France (Forscher am CNRS von 1948 bis 1954)
- 1958: René Thom, Universität Straßburg. (Forscher am CNRS von 1946 bis 1953 ??)
- 1966: Alexander Grothendieck, Universität von Paris. (Forscher am CNRS ab 1984)
- 1982: Alain Connes, Institut des Hautes Études Scientifiques (Praktikant am CNRS von 1970 bis 1974 und Direktor von 1981 bis 1984)
- 1994: Pierre-Louis Lions, Université Paris-Dauphine (am CNRS von 1979 bis 1981)
- 2002: Laurent Lafforgue, Institut des Hautes Études Scientifiques (angestellt von der Universität Paris-Süd für das CNRS von 1990 bis 2000)
- 2006: Wendelin Werner, Universität Paris-Süd (angestellt von der Universität Pierre und Marie Curie für das CNRS von 1991 bis 1997)
- 2010: Ngô Bảo Châu, Universität Paris-Süd (angestellt von der Universität Paris-Nord für das CNRS von 1998 bis 2004)
- 2014: Artur Ávila, seit 2003 am Institut de Mathématiques de Jussieu-Paris Rive Gauche
- 2018: Alessio Figalli, seit 2007 am Laboratoire de mathématiques Jean-Alexandre Dieudonné (CNRS-UCA)

### Abelpreis
- Jean-Pierre Serre, erster Preisträger, für seine Schlüsselrolle in der Gestaltung der modernen Form vieler Bereiche der Mathematik